# بیلی بریجمن
بیلی بریجمن (انگلیسی: Billy Bridgeman؛ ۱۲ دسامبر ۱۸۸۲ – 1947 (aged 64)) بازیکن فوتبال اهل بریتانیا بود.
از باشگاه‌هایی که در آن بازی کرده‌است می‌توان به باشگاه فوتبال چلسی، باشگاه فوتبال ساوتند یونایتد، و باشگاه فوتبال وستهام یونایتد اشاره کرد.